# 黃紫盈
黃紫盈 （英語：Connie Wong，1987年7月19日—），資深傳媒人，前無綫新聞女主播和記者，精通粵語、英語、國語和日語，現為主持人、監製、導師、跨媒體工作者。

## 簡介
黃紫盈在2006年畢業於大埔王肇枝中學（中一至中七），她當時是一名理科生，成績優異，曾獲獎無數，會考考獲28分，升讀香港中文大學新聞與傳播學院。
她於2006年獲得香港青年獎勵計劃金章榮譽，並在2007年遠赴柬埔寨從事義務工作。
2008年暑假她到無綫新聞擔任實習記者，其後到日本留學一年，再轉往台灣交流實習，及後於英國劍橋大學進修國際關係。
2010年2月28日起，黃紫盈回到無綫新聞，出任無綫互動新聞台主播及記者，在短時間內開始兼任《六點半新聞報道》後的《天氣報告》及晚間新聞後的《晚間天氣報告》的主播，以淡定和親切的專業形象見稱。此外，黃紫盈負責晚間新聞《周五搜記》環節之採訪工作，其生動的表達手法深受大眾歡迎。同時，黄紫盈兼任《中華掠影》、《周末主播室》和《周末闖蕩》等節目主持。
精通粵語、英語、國語和日語的黃紫盈曾於翡翠台及互動新聞台主持「311日本東北大地震一周年現場直播」、「立法會選舉特備節目」及「行政長官選舉民意調查系列」等重要新聞節目。
2012年1月2日起，她兼任新聞提要的主播。2013年1月4日起，擔任《香港早晨》主播。同年7月4日，《蘋果日報》報道因為袁志偉不滿葉昇瓚的髮型，所以導致黃紫盈與同台另一女主播張文采因工作問題不和，導致她在6月27日的互動新聞台的新聞直播中泛淚。事件擾攘數月後，在9月26日，《蘋果日報》報道黃紫盈被商營公司高薪挖角，她答應過檔，並於同年11月離開無綫新聞。她其後成功轉型為粵、普、英、日三文四語專業司儀、電視及電台節目主持、專欄作家，並不時在個人臉書專頁跟粉絲互動。
從2014年至今，黃紫盈先後獲邀為香港有線電視、now寬頻電視、路訊網及其他網絡平台主持多個旅遊、美食、時尚生活及訪談節目，包括《擁抱愛》、《友飲友食》、《尚駿生活 2015》、《尚駿生活 2014》、《為食情報局》 及 《年糕新煮意》等，並監製及策劃多個全新影片及節目製作項目，包括企業宣傳片、全港首個緍攝真人Show《京阪愛作戰》，及全新線上旅遊節目《盈遊世界》等，並為新城電台主持早晨三小時資訊節目「晨希GoodDay」，跟大眾分享重要時事生活資訊。
2016年1月，黃紫盈兼任監製及主持，出發環遊世界拍攝全新線上旅遊節目《盈遊世界》，遠赴北美洲、南美洲、非洲、歐洲和亞洲多國拍攝。同年年中，主持全新訪談節目《都市會客室》，以輕鬆手法訪問香港政界及商界的知名人士，第一集訪問嘉賓是行政長官梁振英，梁振英罕有大談家事並透露參選意向。其節目選題中立且具話題性，內容均被各大媒體轉載。
2017年，黃紫盈和合作夥伴成立公司，推廣時尚生活及舉行工作坊，並與餐廳合作推出一系列特色甜品。。
2018年，黃紫盈獲亞洲電視邀請擔任全新資訊節目《香港追擊搜》的主持，同年9月5日與朱慧珊、梁思浩、吳雲甫及前無綫新聞主播之一周嘉儀等人出席大埔工業邨亞洲電視總台的節目宣傳活動。
由2017年底至今，黃紫盈再次監製及主持Yahoo TV旅遊節目《盈遊 - 好想飛》系列，每集觀看次屢創新高，總觀看次以百萬計。
黃紫盈自家創立的「盈悠型遊」系列的影片及文章，包括《盈悠》、《盈遊》、《型悠生活》和《盈遊 - 好想飛》等，一直深受大眾及客戶歡迎。黃紫盈形象專業健康、精通多國語言，活躍於商界及政府機構主辦的活動，又主持各類型公開活動（包括晚宴、產品發布會、頒獎禮、記者會和音樂會等），接拍國際美容品牌、保健產品、信用卡、地產、旅遊等廣告及宣傳影片，曾榮獲由女性時尚雜誌《旭茉JESSICA CODE》頒發旳「The Hottest Icon」獎項。
由於黃紫盈主持及製作經驗豐富，並累獲客戶高度讚賞及認可，黃紫盈經常獲邀為不同團體及商業機構擔任導師，並開辦課程和開設「盈悠教室」，培訓學童和在職人士說話技巧、溝通表達、司儀主持，建立自信和自我形象等。
2021年，黃紫盈考獲日本「和漢藥膳師」資格。

2022年，黃紫盈考獲香港中文大學SCS中醫營養學證書。
2023年，黃紫盈再度前往日本進修，修讀日本國家認證的「調理師資格」課程。
2024年，黃紫盈考獲日本國家認可調理師執照，以及介護食士、食育指導士和蔬果鑑定營養師等資格。
　同年，黃紫盈在日本成立公司，拓展業務， 並活躍於香港及日本兩地。

## 外部連結
- YouTube上的黃紫盈頻道
- 黃紫盈的官方網站 www.conniewong.hk （页面存档备份，存于）
- 黃紫盈的Facebook專頁
- 黃紫盈的Instagram帳戶
- 黃紫盈的Yahoo TV 《盈悠型遊》 （页面存档备份，存于）